# 萧确
蕭確（？—？），字仲正，南兰陵中都里人。南朝梁书法家，邵陵王萧纶的次子。

## 生平
蕭確有文才，工書法，“尤工楷、隶、公家碑碣，皆使书之”。授秘书丞，武帝告訴他：“为汝能文，所以特有此授。”萧确勇猛，鍾山之戰所向披靡，侯景很害怕他，侯景之亂爆發後，侯景要求把蕭確召進臺城。太清三年（549年）二月二十五日，梁武帝下诏授萧确为广州（广州番禺）刺史，又派吏部尚书张绾出城入营召萧确入朝。萧确多次启奏梁武帝不願進入台城，梁武帝不准。萧纶聞知大怒，告訴赵伯超：“谯州，卿为我斩之。当赍首赴阙。”萧确只能流泪入城。
侯景登基後，常让永安侯萧确跟从于左右。萧纶秘密使人勸他逃出建康，萧确回报说：“侯景轻佻，杀之一夫之力耳。我欲手刃此贼，未得其便，望父王勿以我为念。”萧确隨侯景去钟山打猎，引弓殺侯景，弦斷失敗，被殺。
子萧后，后来袭祖父爵位为第二代邵陵王。